# Maria Ana Josefa da Baviera
Maria Ana Josefa Augusta da Baviera (em alemão:  Maria Anna Josepha Augusta von Bayern; Munique, 7 de agosto de 1734 - Munique, 7 de maio de 1776), foi princesa da Baviera e Boêmia, e marquesa de Baden-Baden pelo casamento, filha do príncipe-eleitor Carlos Alberto da Baviera e da arquiduquesa Maria Amália da Áustria.

## Família e origens
Maria Ananasceu no Palácio Nymphenburg, em Munique, filha da arquiduquesa Maria Amália da Áustria e do príncipe-eleitor Carlos Alberto da Baviera (depois elevado a imperador Carlos VII). Era afilhada da Arquiduquesa Maria Ana da Áustria, Rainha de Portugal, de quem recebeu objetos religiosos à data da sua morte, em 1754. Maria Ana, como seus irmãos, recebeu uma educação excelente, principalmente no que diz respeito às artes (pintura, poesia e música).
Era a quinta filha dos seus pais, irmã mais velha de Maria Antónia da Baviera, que casou-se com seu primo Frederico Cristiano, Eleitor da Saxônia, de Teresa Benedita da Baviera, que morreu solteira, de Maximiliano III José, Eleitor da Baviera, casado com a princesa Maria Ana Sofia da Saxónia, e da princesa Maria Josefa da Baviera, casada com o imperador José II.

## Casamento
Maria Ana casou-se em Munique, com Luís Jorge, Marquês de Baden-Baden , filho do falecido Luís Guillermo da Baden-Baden e sua esposa Sibylla da Saxónia-Lauenburg. O casal se casou no castelo Ettlingen em Baden em 20 de julho de 1755.
A noiva estava com 20 anos, o noivo com 53. O casal não teve filhos, no entanto Luís Jorge tinha uma filha sobrevivente de seu casamento anterior com Maria Ana de Schwarzenberg. Sua filha Isabel Augusta foi, porém, inútil para a sucessão.

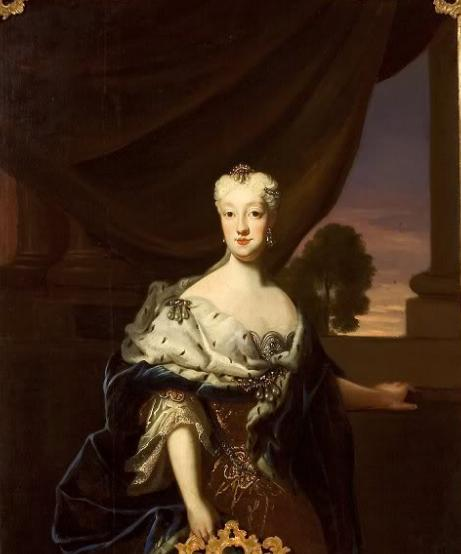
Maria Ana Josefa
Por Ludwig Ivenet

Seu marido tinha sido casado anteriormente com Maria Ana da Schwarzenberg, com quem teve quatro filhos, mas apenas um sobreviveu à infância. Maria Anna era a filha única do príncipe Adam Francisco da Schwarzenberg e Leonor de Lobkowicz.

### Viuvez e morte
Seu marido morreu em 1761, e foi sucedido por seu irmão Augusto Jorge, Marquês de Baden-Baden. Como tal, a sua esposa, a belga Maria Victoria da Arenberg, tornou-se a mulher mais importante na corte de Baden-Baden. Maria Ana desenvolveu uma grande paixão pela diplomacia. Ela forjou laços com Frederico II da Prússia, a fim de proteger o trono da Baviera como seu irmão, Maximiliano José III, não tinha filhos e temido para a sucessão.
Como viúva, Maria Ana retornou à sua Baviera natal, onde ela morreu no Palácio Nymphenburg, em Munique. Ela foi enterrada na Igreja de Theatine, Munique, tradicional local de sepultamento da realeza bávara.

## Genealogia
| Maria Ana da Baviera | Pai: Carlos VII do Sacro Império Romano-Germânico | Avô paterno: Maximiliano II Emanuel, Eleitor da Baviera | Bisavô paterno: Fernando Maria, Eleitor da Baviera           |
| Maria Ana da Baviera | Pai: Carlos VII do Sacro Império Romano-Germânico | Avô paterno: Maximiliano II Emanuel, Eleitor da Baviera | Bisavó paterna: Henriqueta Adelaide de Saboia                |
| Maria Ana da Baviera | Pai: Carlos VII do Sacro Império Romano-Germânico | Avó paterna: Teresa Cunegunda Sobieska                  | Bisavô paterno: João III Sobieski da Polônia                 |
| Maria Ana da Baviera | Pai: Carlos VII do Sacro Império Romano-Germânico | Avó paterna: Teresa Cunegunda Sobieska                  | Bisavó paterna: Maria Casimira Luísa de La Grange d'Arquien  |
| Maria Ana da Baviera | Mãe: Maria Amália da Áustria                      | Avô materno: José I do Sacro Império Romano-Germânico   | Bisavô materno: Leopoldo I do Sacro Império Romano-Germânico |
| Maria Ana da Baviera | Mãe: Maria Amália da Áustria                      | Avô materno: José I do Sacro Império Romano-Germânico   | Bisavó materna: Leonor Madalena de Neuburgo                  |
| Maria Ana da Baviera | Mãe: Maria Amália da Áustria                      | Avó materna: Guilhermina Amália de Brunsvique-Luneburgo | Bisavô materno: João Frederico de Brunsvique-Luneburgo       |
| Maria Ana da Baviera | Mãe: Maria Amália da Áustria                      | Avó materna: Guilhermina Amália de Brunsvique-Luneburgo | Bisavó materna: Benedita Henriqueta do Palatinado-Simmern    |